# Хорашан Картлийская

Теймураз I и его жена Хорашан. Рисунок из альбома современного им католического миссионера Кристофоро де Кастелли.

Хорашан (груз. ხორაშანი), также известная как Хорешан (груз. ხორეშანი) или Харешан (груз. ხვარეშანი); ум. 1658) — член грузинской династии Багратионов, дочь картлийского царя Георгия X и супруга кахетинского царя Теймураза I, за которого вышла замуж в качестве его второй жены в 1612 году. Она прожила более 40 лет своей жизни с Теймуразом I, чьё богатое событиями правление закончилось его окончательным свержением проиранской фракцией в 1648 году. Хорашан занималась дипломатией и покровительствовала католическим миссионерам. 

## Происхождение и замужество
Хорашан была дочерью Георгия X, царя Картли, и его жены Мариам Липартиани. Среди её четырёх братьев и сестёр значился Луарсаб II, преемник Георгия X на картлийском престоле, впоследствии канонизированный Грузинской православной церковью. Хорашан была обещана Баадуру, князю Арагви и старшему сыну влиятельного грузинского дворянина Нугзара I, но в 1612 году Луарсаб II выдал её замуж за 23-летнего вдовца, кахетинского царя Теймураза I. Это нарушение обещания оскорбило княжескую семью, что принесло неприятности Луарсабу II в последующие годы. Младший брат бывшего жениха Хорашан, Зураб I, впоследствии женился на её дочери Дареджан, несмотря на то, что Хорашан противилась этому союзу. 
Брак Теймураза I с Хорашан поощрялся и даже настойчиво требовался Аббасом I, сефевидским шахом Ирана, владыкой Картли и Кахетии. Теймураз I сначала неохотно согласился на него, так как Хорашан была его родственницей по линии их общего прадеда Левана, царя Кахетии, но в конце концов он подчинился воле шаха и сочетался с ней браком в Греми. В том же году были заключены дальнейшие брачные соглашения для укрепления лояльности грузинских правителей; младшую сестру Хорашан, Тинатин, отправили в гарем шаха Аббаса I, где уже была Елена, сестра Теймураза I. Обсуждая причины этих браков, грузинский хронист XVIII века князь Вахушти Багратиони утверждал, что Аббас I хотел унизить грузинских монархов и оскорбить их христианское достоинство.

## Превратности судьбы
Хорашан была царицей-супругой Теймураза I и его верной спутницей на протяжении 47 лет богатой событиями жизни царя. Четыре раза (в 1614, 1616, 1633 и 1648 годах) супруги были вынуждены бежать из своего царства в результате упорного сопротивления Теймураза I иранской гегемонии. Дважды (в 1625 и ещё раз в 1633 году) Теймураз I смог ненадолго установить своё господство над Картли, царством своего шурина Луарсаба II, который был казнён по приказу шаха Аббаса I в 1622 году. В ходе этих событий Кахетия была опустошена, а население значительно сократилось в результате войны и волн депортации во внутренние районы Ирана.
Как минимум один раз Хорашан едва не попала в руки иранских солдат. В 1620 году, когда Хорашан сопровождала Теймураза I в его путешествии по Османской империи во время их второго изгнания из Кахетии, шах Аббас I послал войско под командованием Амиргун-хана, бейлербея Эриванского, чтобы захватить Хорашан и её свиту, остававшуюся в то время в Олту. Согласно грузинским хроникам, Хорашан приснилось, что на неё напали и ограбили солдаты. Царица была так встревожена, что немедленно скрылась вместе со своими людьми в убежище в городской цитадели. Амиргун-хан появился на рассвете, но ему не удалось найти беглецов, и он удалился, но был атакован и побеждён мажордомом королевы, князем Нодаром Джорджадзе, на обратном пути в Иран. Это описание событий похоже на то, которое дал современный событиям португальский августинский монах Амброзиу душ Анжос в своём рассказе о мученической смерти матери Теймураза I, царицы Кетеван, в Иране. По словам Амброзиу душ Анжоса, шах Аббас I намеревался взять жену Теймураза I Хорашан в качестве своей собственной, чтобы унизить непокорного грузинского правителя. Воспользовавшись временным отсутствием Теймураза I дома, люди шаха попытались её похитить, но осаждающие иранские войска были остановлены до тех пор, пока Теймураз I не смог неожиданно вернуться и разгромить незваных гостей. 
Князь Вахушти также сообщал об инциденте, когда Теймураз I, возмущённый дезертирством знати из рода Бараташвили, собирался изувечить их жен, но Хорашан не позволила ему совершить подобный акт мести.

## Последние годы
В конце концов супруги оказались в изгнании в Имеретинском царстве в западной Грузии в 1648 году, потеряв своего единственного сына, царевича Давида, в битве с иранской армией в том же году. Последнее падение Теймураза I было вызвано воцарением Ростома, проиранского родственника Хорашан. Осаждённый царь Теймураз I послал Хорашан на переговоры; Ростом отнёсся к царице с уважением и великодушно предоставил своему противнику безопасный проход в Имерети. Последние надежды Теймураза I были связаны с Русским государством, куда он отправился в 1656 году. Он вернулся в Имерети в 1659 году, без каких-либо ощутимых результатов, к тому времени Хорашан умерла.

## Память
Хорашан стала персонажем романа Анны Антоновской «Великий Моурави».